# Distrikt Layo

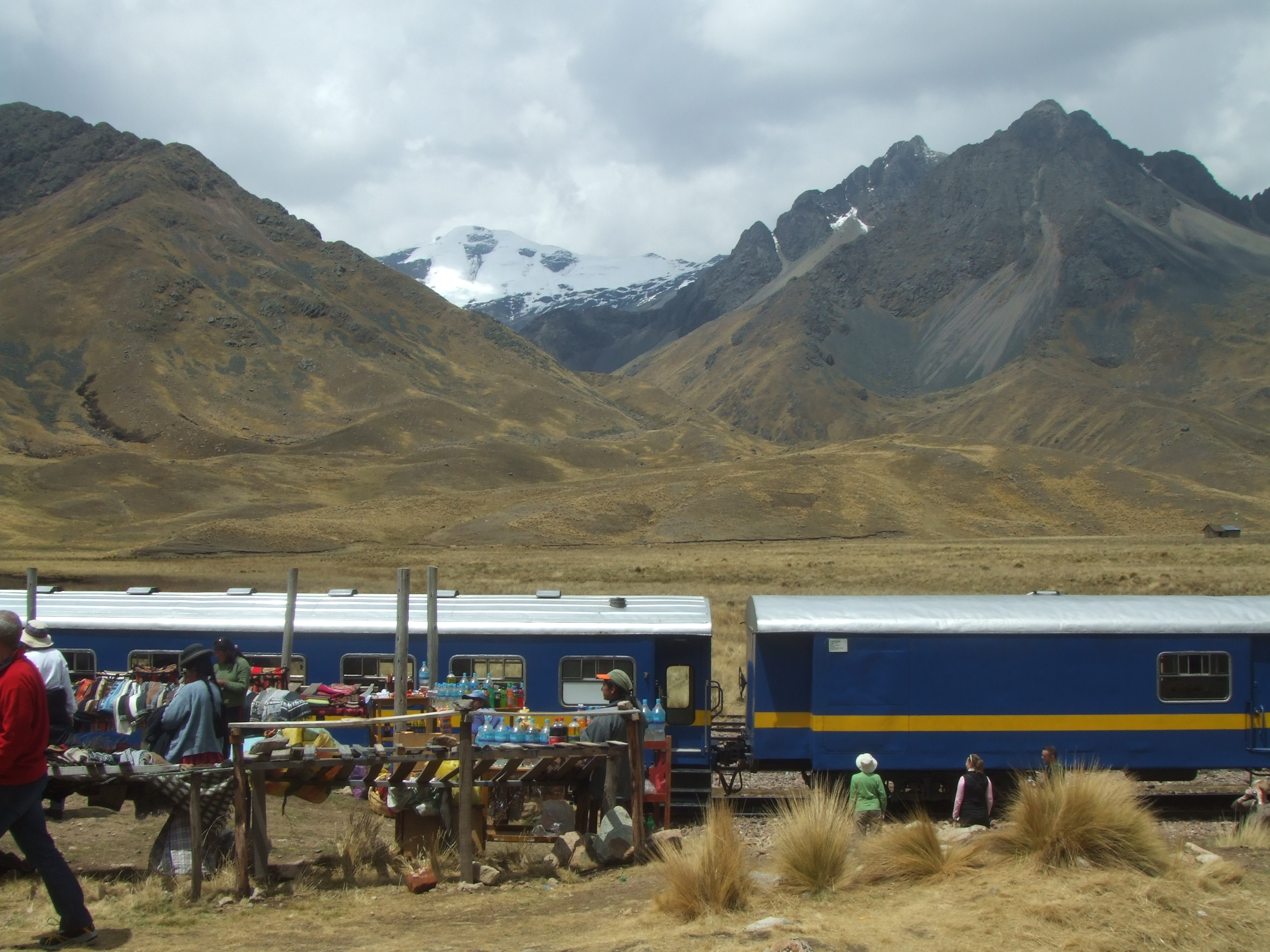
Bahnstation La Raya

Der Distrikt Layo liegt in der Provinz Canas in der Region Cusco in Südzentral-Peru. Der Distrikt wurde am 2. Januar 1857 gegründet. Er hat eine Fläche von 452,56 km². Beim Zensus 2017 wurden 5171 Einwohner gezählt. Im Jahr 1993 lag die Einwohnerzahl bei 3399, im Jahr 2007 bei 2965. Sitz der Distriktverwaltung ist die auf einer Höhe von 3978 m gelegenen Ortschaft Layo mit 671 Einwohnern (Stand 2017). Layo liegt 45 km südsüdöstlich der Provinzhauptstadt Yanaoca am Ostufer des Sees Laguna Langui Layo. 

## Geographische Lage
Der Distrikt Layo liegt im Andenhochland im Südosten der Provinz Canas. Er umfasst den östlichen Teil des Sees Lago Langui Layo sowie das zugehörige Einzugsgebiet. Im Nordosten des Distrikts befindet sich das Quellgebiet des Río Vilcanota, dem Oberlauf des Río Urubamba.
Der Distrikt Layo grenzt im Nordwesten an den Distrikt Langui, im Norden an den Distrikt Maranganí (Provinz Canchis), im Osten an die Distrikte Santa Rosa und Macari (beide in der Provinz Melgar), im Südosten an die Distrikte Alto Pichigua und Pichigua (beide in der Provinz Espinar) sowie im Westen an den Distrikt Kunturkanki.